# Héctor Demarco
Héctor Demarco (Montevideo, Uruguay; 31 de mayo de 1936 – Montevideo, Uruguay; 21 de junio de 2010) fue un futbolista de Uruguay que jugó en la posición de delantero.

## Carrera

### Club
| Periodo   | Club              |
| --------- | ----------------- |
| 1954-1959 | Defensor Sporting |
| 1959-1964 | Bologna FC        |
| 1964-1968 | LR Vicenza        |

### Selección nacional
Debutó con Uruguay el 13 de marzo de 1955 en el empate 2-2 ante Chile en Santiago de Chile por la copa América 1955 y su primer gol internacional lo anotó el 14 de marzo de 1959 en la derrota por 3-5 ante Perú en Buenos Aires por la Copa América 1959 de Argentina. Jugó 14 partidos internacionales y anotó tres goles hasta su retiro internacional el 2 de mayo de 1959 en la derrota por 1-3 ante Paraguay en un partido amistoso en Montevideo.

## Logros

### Club
- Serie A de Italia (1): 1963/64
- Copa Mitropa (1): 1961

### Selección nacional
- Copa América (1): 1956[2]